# БЕЛЛ
БЕЛ (на английски: BELL) е наименование на група страни със сходна икономическа политика и състояние.
Представлява акроним от имената на България, Естония, Латвия, Литва. Съкращението е по подобие на термините БРИКС и ПИГС. Използвана е алюзия чрез игра на думи (на английски: bell = камбана).
Страните от тази група се отличават с фискална стабилност. В свое интервю за БНТ Кристалина Георгиева, еврокомисар за международно сътрудничество, хуманитарна помощ и реакция при кризи, обяснява, че „това са страните, които са много дисциплинирани с финансите си и затова стоят стабилно в Европа“. Според нея, „за да бие камбаната на хубаво, България трябва да се фокусира върху най-сериозния си проблем с безработицата“.